# Сеанс (журнал)
«Сеанс» — чёрно-белый журнал о кино, издаётся в Санкт-Петербурге. Основан в 1989 году Любовью Аркус и Александром Голутвой. Выходил два раза в год с 1990 года, с 1997 по 2004 год выпуск издания был приостановлен. С 2017 года выходит ежеквартально. С 2020 года главным редактором является Василий Степанов.

## История
Журнал «Сеанс» был создан в 1989 году по инициативе Любови Аркус при поддержке директора киностудии «Ленфильм» Александра Голутвы.
Первый номер вышел в мае 1990 года. С 1994 года «Сеанс» начал издательскую, а с 1997 года — научно-исследовательскую деятельность. Издание журнала было приостановлено на 6 лет и возобновилось в 2004 году.
По предложению Константина Эрнста с 2006 по 2013 год «Сеанс» являлся соавтором и консультантом программы «Закрытый показ» Александра Гордона.
С 2008 года «Сеанс» совместно с продюсером Артёмом Васильевым инициировал работу над проектом «Кино открытого действия» — серией роликов социальной рекламы, посвященной детям, находящимся в различных группах риска. Были проведены съёмки трех пилотов[неизвестный термин], которые осуществили продюсер Артём Васильев, режиссёры Сергей Бодров-старший, Павел Костомаров и Александр Расторгуев, операторы Алишер Хамидходжаев и Фёдор Лясс, звукорежиссёр Максим Беловолов, актеры Артур Смольянинов и Максим Лагашкин.
В апреле 2014 года «Сеанс» провёл первую в Санкт-Петербурге Ретроспективу Стэнли Кубрика, в рамках которой в кинотеатре «Аврора» было показано четыре фильма Кубрика, а гостем Ретроспективы стал продюсер Ян Харлан.
В сентябре 2014 года «Сеанс» совместно с CoolConnections организовал в рамках кинофестиваля «Амфест» первую в России Ретроспективу Уэса Андерсона, которая прошла в пяти городах.

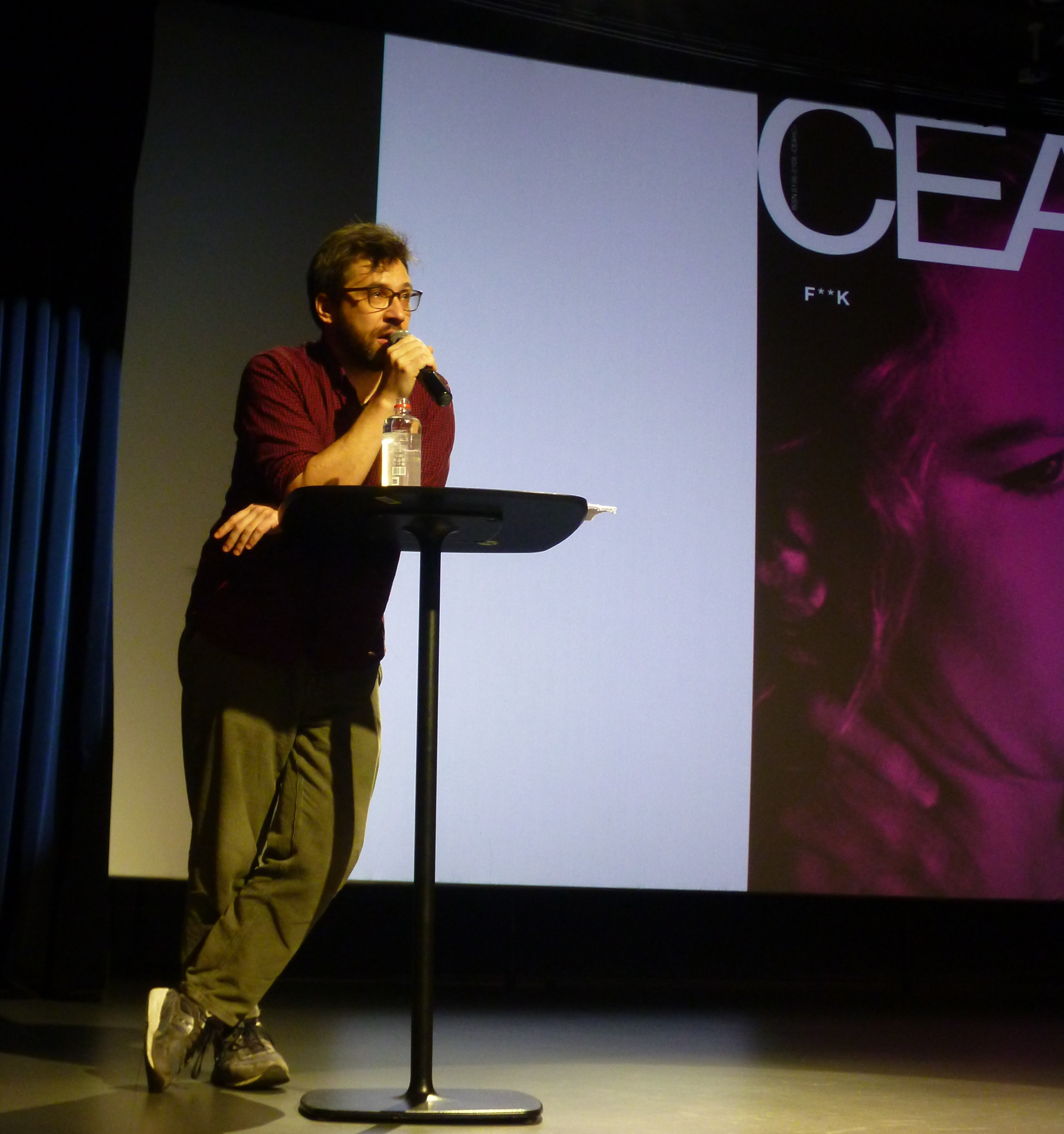
Главный редактор «Сеанс» Василий Степанов в Ельцин-центре, 9 октября 2022 года

В июле 2020 года был выпущен юбилейный 75-й номер журнала. Параллельно с печатной версией в формате толстых черно-белых тематических двойных номеров «Сеанс» существует в режиме онлайн: Seance.ru — ежедневный портал о кино и культуре. В качестве приложения к сайту и печатному номеру с 2012 года начали активно развиваться паблики журнала «Сеанс» в социальных сетях.

## Темы и авторы
По характеристике кинокритика Зинаиды Пронченко, «если в середине 2010-х „Сеанс“ казался слишком хитро устроенным для здравого смысла», то в 2020-х он оказался на передовой борьбы за здравый смысл.
Статьи в журнале посвящены актуальным событиям в российском и мировом кино, а через их интерпретацию — в современном обществе и культуре.
Авторы журнала — Аркадий Ипполитов, Олег Ковалов, Татьяна Москвина, Константин Мурзенко, Андрей Плахов, Дмитрий Савельев, Авдотья Смирнова, Михаил Трофименков, Илья Осколков-Ценципер, Алексей Гусев, Константин Шавловский, Василий Степанов, Лилия Шитенбург, Мария Кувшинова, Борис Нелепо, Алексей Васильев. Среди авторов не только профессиональные киноведы и кинокритики, но и философы, искусствоведы, литературоведы и писатели. Статьи для «Сеанса» писали Михаил Ямпольский, Виктор Топоров, Александр Секацкий, Наталья Трауберг, Екатерина Андреева, Елена Фанайлова, Самуил Лурье, Дмитрий Быков и другие.
Журнал быстро зарекомендовал себя как серьёзное искусствоведческое издание. Подводя итоги последнего десятилетия XX века, Дмитрий Быков назвал «Сеанс» «главным синефильским журналом 90-х» и охарактеризовал позицию его авторов как «исключительно эстетскую», поскольку «для них жизнь — только тема искусства и существует в их сознании лишь в той степени, в какой этим искусством запечатлена». По мнению Глеба Морева, «Сеанс» «объединил новую кино- и арт-критику с новой литературой и журналистикой» и оказался «едва ли не единственным журнальным проектом 90-х, сочетавшим петербургскую разборчивость с доскональным знанием контекста и ясным пониманием задач».

## Издательство
В 1993 году при журнале было основано издательство «Сеанс», выпускающее сборники сценариев (серия «Библиотека кинодраматурга»), монографии о режиссёрах, книги о кино.
В 1994 году вышла первая книга — «Сокуров» — сборник творческих материалов и критических статей, посвящённый работам режиссёра Александра Сокурова.
В 2000—2005 годах усилиями «Сеанса» была создана семитомная энциклопедия «Новейшая история отечественного кино», охватывающая «переходный период от Горбачёва до Путина».
С 2004 по 2014 год издательством «Сеанс» было выпущено более 50 книг о кино, искусстве и истории. К 2020-му число опубликованных изданий превысило 100.